# St. Margareten im Rosental
St. Margareten im Rosental, Sankt Margareten im Rosental (słoweń. Šmarjeta v Rožu) – gmina w Austrii, w kraju związkowym Karyntia, w powiecie Klagenfurt-Land. Liczy 1071 mieszkańców (1 stycznia 2015).